# Lipcsemező
Lipcsemező (más néven Lipcsepolyána, ukránul: Липецька Поляна) falu Ukrajnában, Kárpátalján, a Huszti járásban.

## Fekvése
Huszttól északkeletre, a Dolha és Lipcse között elfolyó Lipcse patak völgyében fekvő település.

## Nevének eredete
Nevének első Lipcse előtagja a szomszédos Lipcse község nevéből ered Polyána , поляна elnevezése ruszin, ukrán eredetű, mely erdei tisztást, rétet jelent. a magyar Lipcsemező névalak 1900-ban, a helységnévrendezés során jött létre az utótag lefordításával (Mező 1999: 223, Mizser 2007: 101)

## Története
Lipcsemező nevét 1463-ban említették először Polonya néven (Csánki Dezső 1: 451).
Későbbi névváltozatai: 1614-ben Polana (Bélay 172), 1653-ban Lipcse Polyana, 1725-ben Polana (Revizki), 1773-ban Lipcse Polyana, 1808-ban Polyána (Lipcse-) (Lipszky: rep. 522), 1828-ban Polyana (Lipcse), Lipecka Polyana (Nagy 198), 1838-ban Lipcse-Pojána (Schem. 61), 1851-ben Lipcse-Polyána (Fényes Elek 3: 28), 1877-ben Polyána (Lipcse-), Lipecka-Polyana (hnt.), 1913-ban Lipcsemező (hnt.), 1925-ben Lipša Poljana, 1930-ban Polana Lipecká, 1944-ben Lipcsemező, Липецка Поляна (hnt.), 1983-ban Липецька Поляна, Липецкая Поляна(Zo).
A trianoni békeszerződés előtt Máramaros vármegye Dolhai járásához tartozott.
1910-ben 1736 lakosából 19 magyar, 234 német, 1643 ruszin volt. Ebből 1473 görögkatolikus, 18 görögkeleti ortodox, 231 izraelita volt.